# رواوة
رواوة أو حلية رواوة جبلان أثريان يكثر بهما النقوش والرسومات الإسلامية العائدة إلى العصور الإسلامية المبكرة. يقع الجبلان في المدينة المنورة غرب المملكة العربية السعودية.

## الوصف
تقع رواوة إلى الجنوب من المدينة المنورة٬ وهي جبلان يطلق عليهما السكان محليًا اسم حلية رواوة٬ وهذان الجبلان يتكونان من صخور نارية ذات لون أسود. تنتشر على هذه الصخور النارية نقوش إسلامية قامت وكالة الآثار والمتاحف عام 1420 هـ الموافق 1999م بتوثيقها وتسجيلها٬ ويبلغ عددها 241 نقشًا٬ بالإضافة إلى ما يقارب ستين نقشا لم يتم تسجيلها نظرًا لعدم وضوحها٬ وقد نشر منها مؤخرًا 55 نقشًا.

## الأهمية التاريخية
رُواوة بوزن (زُرارة) من أهم المواقع الأثرية، يقع جنوب المدينة المنورة بين الفرع والمدينة لاحتوائه على نقوش عربية تعد من أجمل النقوش، وهو عبارة عن منخفض غائر في مرتفع جبلي يسمي )الحليَّة( أو جبل رُواوة.
رُواوة تقع على واد يأتي من الحرار الشرقية والجنوبية في تلك المنطقة اسمه وادي
العفج
```
فإذا مر برواوة وهو تكوين صخري في وسط الحرة، وبعدها منخفض طبيعي لتلك
```

الصخور، فيجتمع الماء لتكون غديرا وهو ما يعرف بغدير رواوة نظرا لعدم تسرب الماء
بسبب الصخور الصلدة، ثم يواصل الوادي سيرهغربا ليلتقي بوادي العقيق على بعد 3 كم
تقريبا.

## معلومات اثرائية
تذكر المصادر التاريخية أن هذا الغدير قد يكون محطة
يتوقف فيها المسافرون للتزود بالمياه في العصور الإسلامية
المبكرة، لأنه كما وصفه البكري : لا يرى قعر هذا الغدير
أبدا ولا يفارقه الماء: ويوجد حوله على عدة صخور ما يزيد على
ثلاثمائة نقش فيها بعض النقوش من أبدع وأجمل ما يمكن؛ وهي شاهدة على هذه الفترة المبكرة. وهذه النقوش في
مجملها عبارة عن أدعية قرآنية وطلب التوبة والمغفرة
للشخصيات الوارد ذكرها في النصوص.

## الفترة الزمنية
تعود هذه النقوش الإسلامية٬ سواء المؤرخة منها أو غير المؤرخة إلى القرن الأول الهجري والقرن الثاني الهجري (السابع والثامن
الميلاديين)٬ وقليل منها يعود إلى القرن الثالث الهجري (القرن التاسع الميلادي)٬ وقد كتبت بالخط المدني الحجازي غير المنقوط. وتعد هذه المجموعة أكبر مجموعة من نوعها في منطقة الحجاز٬ خصوصًا في المدينة المنورة. أما من حيث مضمون هذه النقوش٬ فهي نصوص محلية٬ يراوح عدد سطورها بين سطرين وسبعة أسطر٬ كتبت بوساطة شخصيات من المدينة المنورة ولها صلة بموقع الكتابة٬ كما يمتاز موقعها بقربه من طريق الحج الذي يربط المدينة المنورة بمكة المكرمة٬ وتشتمل على أدعية وتوسل إلى الله بطلب المغفرة والرحمة والغفران٬ كما تحتوي بعضها على أجزاء من آيات قرآنية٬ وتضمنت أسماء أصحابها وجميعهم من الذكور٬ فلم ترد بها أسماء إناث.
تشكل مجموعة نقوش رواوة مصدرًا معلوماتيًا مهمًا ليس فقط في تطور الخط العربي في الفترة الإسلامية المبكرة٬ بل لدلالتها الواضحة على النمو والازدهار الحضاري للمدينة المنورة والمناطق المجاورة لها.

## وصلات خارجية
- أحد النقوش في رواوة